# اسمیت ۳۳۵۱
سیارک ۳۳۵۱ (به انگلیسی: 3351 Smith، نامگذاری:1980RN1) سه هزار و سیصد و پنجاه و یکمین سیارک کشف شده‌است که در ۷ سپتامبر ۱۹۸۰ کشف شد.
قدر مطلق سیارک برابر ۱۳٫۱۰ است.